# Tahat
Tahat (arapski: جبل تاهات‎) je najviša planina u Alžiru s visinom od 3003 m i najviša planina u planinskom lancu Ahaggar. Najbliži grad je Tamanrasset koji se nalazi 56 km južno.
Planina Tahat je vulkanskog porijekla i nalazi se u sušnom i stjenovitom području srednje Sahare. Tuaregi nastanjuju ova područja. Sjeverno od Tahata se nalazi Tasili n'Adžer.